# Aphelandra castaneifolia
Aphelandra castaneifolia är en akantusväxtart som beskrevs av Nathaniel Lord Britton. Aphelandra castaneifolia ingår i släktet Aphelandra och familjen akantusväxter. Inga underarter finns listade i Catalogue of Life.